# Kristina Tomić
Pour les articles homonymes, voir Tomić.
Kristina Tomić, née le 29 mars 1995, est une taekwondoïste croate, double médaillée de bronze mondiale en 2017 et 2019.

## Carrière
En 2017, elle remporte la médaille de bronze lors des Championnats du monde dans la catégorie des poids mouche, médaille qu'elle conserve deux ans plus tard, aux championnats du monde 2019.
Elle remporte le titre des moins de 49 kg aux Championnats d'Europe de taekwondo 2018 et la médaille d'argent des moins de 49 kg aux Jeux méditerranéens de 2018.
Elle est médaillée de bronze des moins de 57 kg aux Jeux européens de 2023.